# 莫羅奇涅
51°50′46″N 25°55′42″E / 51.84611°N 25.92833°E
莫羅奇涅（烏克蘭語：Морочне），是烏克蘭西北部的村莊，隸屬里夫內州的瓦拉什區。該村始建於1511年，面積37.2平方公里，海拔高度150米，2025年人口1,050，人口密度每平方公里32.9人。